# Bartender

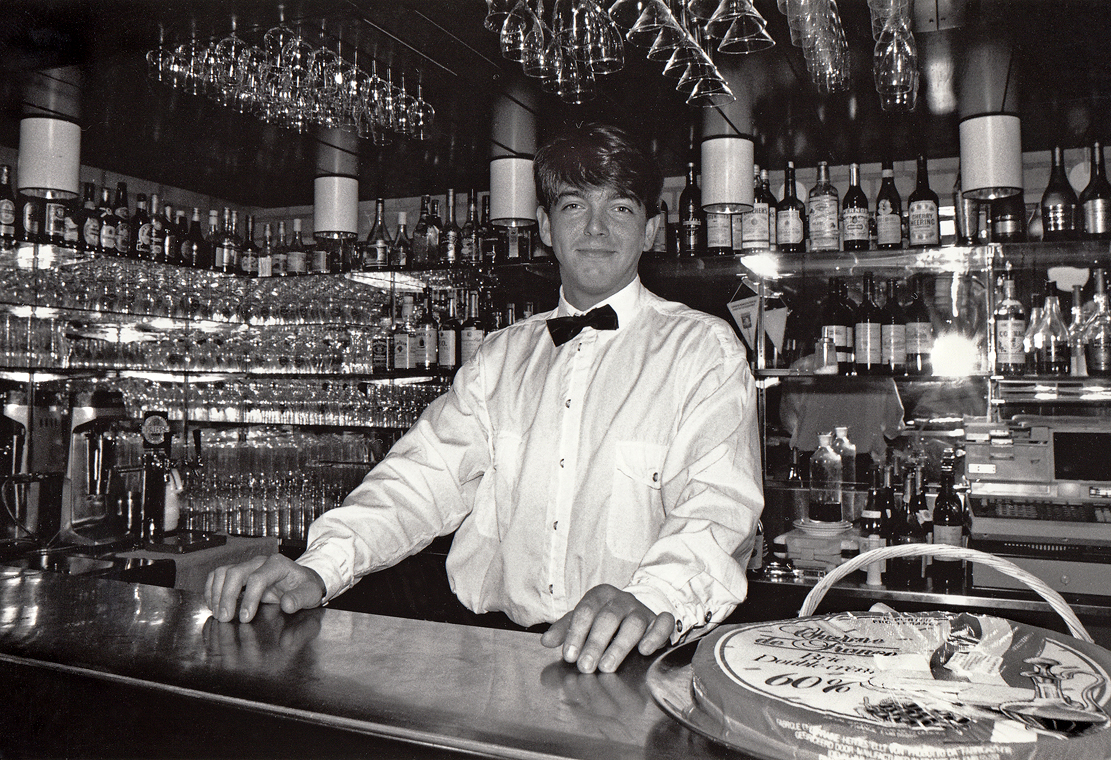
Bartender på Skyline Hotell Malmö 1992.

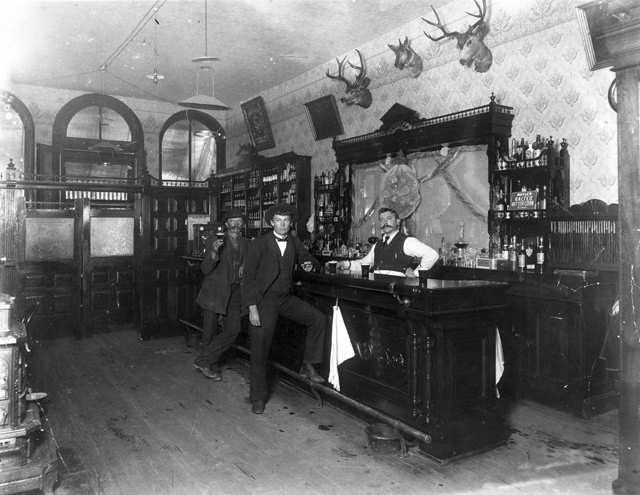
Bartender i Colorado, 1897.

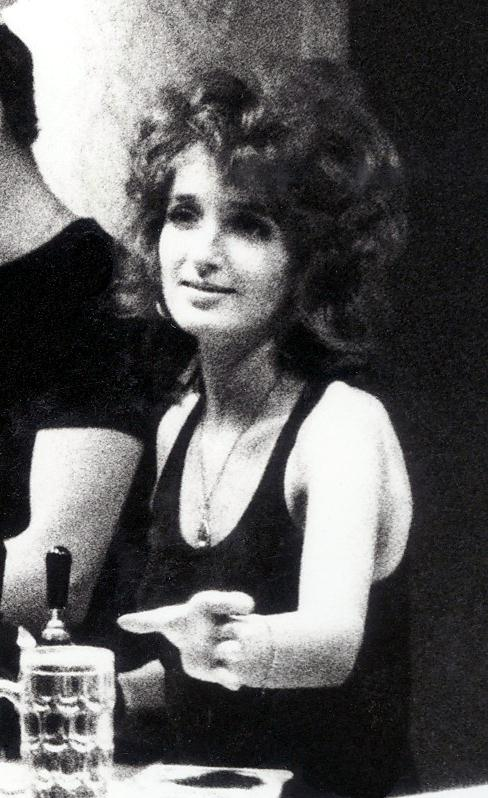
Elisabeth Hultner (som senare blev mor till Dhani Lennevald) var bartender på Club Mia i Stockholm 1970.

Bartender (sv. plural: bartendrar) är ett yrke där man försörjer sig på att blanda drinkar och servera alkoholhaltiga och andra drycker i barer. Bartendern ska känna till de olika spritsorternas tillverkningsprocess, deras smak och historia samt vad de passar till. Utöver att servera kunder, hålla baren i ordning och se till att nödvändiga drycker finns till hands ska bartendern även ansvara för att ingen kund är för berusad, eftersom serveringstillståndet då kan dras in.

## Historien om bartending

### Bartendningens ursprung
Under romarriket på 400-talet fanns det många allmänna dryckeshus (dåtidens barer). Även i det gamla Kina har man funnit spår av barverksamhet som fungerade som tavernor eller utskänkningsställen. De tidigaste bartendrarna och barägarna var ofta kvinnor, som i regel själva bryggde och destillerade  de drycker som de sedan sålde i sina barer.
I de västra delarna av Europa var de allmänna barerna en social inrättning år 616. Många yrkeskategorier som poeter, bankirer och konstnärer tillbringade en hel del tid på dessa. Det påstods att den kreativa sidan kom fram bättre med alkohol. Det gjordes helt säkert upp en hel del affärer på dessa inrättningar. Bartendrar och barägare betraktades då som en elittrupp av ekonomiskt välstånd. Under denna tidsera visade yrkets höga sociala status att bartending hade blivit alltmer viktig för den västerländska kulturen.

### Bartending under förbuds- och krigstid
Under förbudstiden i USA  (1920–1933) var bartendern och cocktailkulturen starkare än någonsin i historien. Många bartendrar fick bra betalt för den olagliga sprit de kunde servera sina kunder. Maffian och gangstrar ägde exklusiva nattklubbar och på dessa stod bartendrar i frontlinjen. Den hembrända spriten ofta så dåligt destillerad att man var tvungen att späda ut den med juicer eller läskedrycker, vilket bidragit till vanan att blanda ut alkohol. Dåtidens mest beställda cocktails var Orange Blossom (ibland kallad Adirondack), Tequila Sunrise och en och annan Manhattan.

## Kända bartendrar
En av världens första kända bartendrar var Jerry "Professorn" Thomas som var känd för sitt trick med whisky och vatten brinnande i silverkoppar som sedan hälldes mellan varandra. Denna kallades för Blue Blazer och var ett av världens första freestylemoment. Den första presidenten för den Engelska bartenderföreningen, amerikanen Harry Craddock, introducerade många amerikanska cocktails till Europa medan han arbetade på Hotel Savoy i London på 1920-talet.
Harrys bar i Paris hade en bartender vid namn Garnand "Pete" Petoit, mest ihågkommen för att ha introducerat tomatjuice som en ingrediens i världens barer. 1920 uppfann han en av världens mest sålda drinkar, Bloody Mary. Constante "The Cocktail King" Ribelague på La Floridita i Havanna är känd som upphovsman bakom drinken Daiquiri. Hans numera klassiska drink blandas av rom, sockerlag och limejuice. Första gången den nämndes var i boken This Side of paradise av F. Scott Fitzgerald 1920. Under de två världskrigen komponerade många bartendrar sina drinkar av färska frukter eller fruktjuicer, just därför att dessa började bli tillgängliga på marknader och i affärer.
Don Beach, en av 1930-talets omskrivna bartendrar är känd för sina drinkar Zombie och Mai-Tai. Många säger dock att det var Trader Vic uppfann drinken Mai-Tai. Johnny Solon, en annan bartender från Stork Club i New York på 1930-talet uppfann drinken Bronx Cocktail.
Dale "King Cocktail" DeGroff är en mixologist och har tillbringat nästan hela sitt liv i barer. Dale DeGroffs mest kända cocktailar är Whisky Smash och Millennium Cocktail.